# بينوفرانكويادو
بلدية بينوفرانكويادو (بالإسبانية: Pinofranqueado)‏، هي بلدية تقع في مقاطعة قصرش والتي تقع في منطقة إكستريمادورا، غرب إسبانيا.
يبلغ عدد سكانها 1.593 نسمة وفقاً لإحصائية سنة (2002).